# Maria Pasterkiewicz
Maria Pasterkiewicz – polska Sprawiedliwa wśród Narodów Świata.

## Życiorys
W czasie okupacji niemieckiej Maria Pasterkiewicz mieszkała w Cergowej na obrzeżach Dukli razem z trójką swoich dzieci: Józefem, Kazimierzem i Czesławą. Na jesieni 1942 r. ukryła w swoim domu szukającą schronienia żydowską rodzinę Spirów. Po upływie dwóch miesiącach do ukrywanych dołączyła dwójka Żydów. W zależności od poziomu bezpieczeństwa i warunków pogodowych, kryjówką była stodoła gospodarstwa Pasterkiewiczów lub wykopane przez syna Marii, Józefa, podziemne schrony. Pasterkiewicz udzielała pomocy do października 1944 r. Czwórka z piątki przyjętych przez nią osób przetrwało okupację: Maurycy Herman Spira, Irena Halberstein, Sara Pinskler oraz Pinkasa Pinskler.
29 stycznia 1998 r. Maria Pasterkiewicz została uznana przez Jad Waszem za Sprawiedliwą wśród Narodów Świata. Razem z nią uhonorowano także jej syna, Józefa Pasterkiewicza.